# Gillicher Dahl
Gillicher Dahl, bis 1935 nur Dahl genannt, war eine Ortslage im Südwesten der bergischen Großstadt Solingen. Sie fiel in der Mitte des 20. Jahrhunderts wüst, an ihrer Stelle befinden sich heute Weideflächen. Die Ortsbezeichnung ist allerdings bis heute im Solinger Stadtplan verzeichnet.

## Lage
Der Ort befand sich im heutigen Stadtteil Aufderhöhe etwa in der Mitte zwischen den Nachbarorten Hensberg und Holzhof. Er lag in einer Höhe mit der heutigen Siebengebirgsstraße in den zum östlich fließenden Nacker Bach abfallenden Gebieten. Eine Zuwegung befand sich in südwestliche Richtung nach Holzhof hin, ab Mitte des 19. Jahrhunderts auch über die (nach Osten verlängerte) Trasse der heutigen Siebengebirgsstraße. Benachbarte Ortslagen sind bzw. waren (von Nord nach West): Hensberg, Schlagbaum, Brücke, Kohlsberg, Höhmannsberg, Schirpenbruch, Eickenberg, Holzhof, Gillich und Aufderhöhe.

## Etymologie
Der ursprüngliche Ortsname Dahl kommt in Solingen mehrfach vor, darunter in der Merscheider Hofschaft Dahl und Focher Dahl in Gräfrath. Der Name ist abgeleitet von dem Wort Tal, das die Lage des Ortes beschrieb. 1935 wurde zur besseren Unterscheidbarkeit der Ortsname Gillich hinzugefügt.

## Geschichte
Dahl wurde vermutlich bereits im Zehntregister der Abtei Altenberg aus dem Jahre 1488 erstmals urkundlich erwähnt. Die dortige Eintragung Gaffeldulff Doill wird als (Gillicher) Dahl gedeutet.:85:2 Im Jahre 1715 ist der Ort in der Karte Topographia Ducatus Montani, Blatt Amt Solingen, von Erich Philipp Ploennies mit einer Hofstelle verzeichnet und bereits als Dahl benannt. Er wurde in den Ortsregistern der Honschaft Ruppelrath innerhalb des Amtes Solingen geführt. Die Topographische Aufnahme der Rheinlande von 1824 verzeichnet den Ort als Thal, die Preußische Uraufnahme von 1844 verzeichnet ihn als Dahl unmittelbar südöstlich von Hensberg. In der Topographischen Karte des Regierungsbezirks Düsseldorf von 1871 ist der Ort als Dahl verzeichnet.
Nach Gründung der Mairien und späteren Bürgermeistereien Anfang des 19. Jahrhunderts gehörte der Ort zur Bürgermeisterei Höhscheid, die 1856 zur Stadt erhoben wurde. 
Mit der Städtevereinigung zu Groß-Solingen im Jahre 1929 wurde Dahl ein Ortsteil Solingens. Am 26. April 1935 wurde der Ort in Gillicher Dahl umbenannt. Bereits auf den Karten des 19. Jahrhunderts ist eine Schrumpfung des Ortes erkennbar, in den Stadtplänen ab 1929 ist der Ort lediglich noch mit zwei Gebäuden dargestellt. Ab den frühen 1960er Jahren ist keine Bebauung mehr im Ort verzeichnet, stattdessen wird ein Einzelhaus am Ende der später so genannten Siebengebirgsstraße im Stadtplan als Gillicher Dahl benannt. Der ursprüngliche Ort ist heute eine landwirtschaftlich genutzte Fläche, die Wegeverbindungen wurden zurückgebaut. Bis heute findet sich die Ortsbezeichnung Gillicher Dahl südlich von Hensberg im Solinger Stadtplan.